# Leigha Brown
Leigha Don’l Brown (ur. 14 lipca 2000 w Auburn) – amerykańska koszykarka, występująca na pozycji rozgrywającej, od 2023 zawodniczka AE Sedis Bàsquet, a w okresie letnim Connecticut Sun w WNBA.

## Osiągnięcia
Stan na 5 marca 2024, na podstawie, o ile nie zaznaczono inaczej.

### NCAA
- Mistrzyni NCAA (2017)
- Uczestniczka rozgrywek:
  - Elite 8 turnieju NCAA (2022)
  - II rundy turnieju NCAA (2022, 2023)
- Najlepsza rezerwowa konferencji Big Ten  (2020)
- Zaliczona do:
  - I składu:
    - Big 10 (2023)
    - Academic All Big-Ten (2020, 2022)

  - II składu Big 10 (2021, 2022)
  - składu honorable mention:
    - All-America (2022 przez WBCA, 2023 przez Associated Press)
    - Big 10 (2020)
- Najlepsza:
  - koszykarka kolejki konferencji Big 10 (4.01.2021, 27.12.2022)
  - pierwszoroczna koszykarka kolejki konferencji Big 10 (7.01.2020)